# Robin Houston

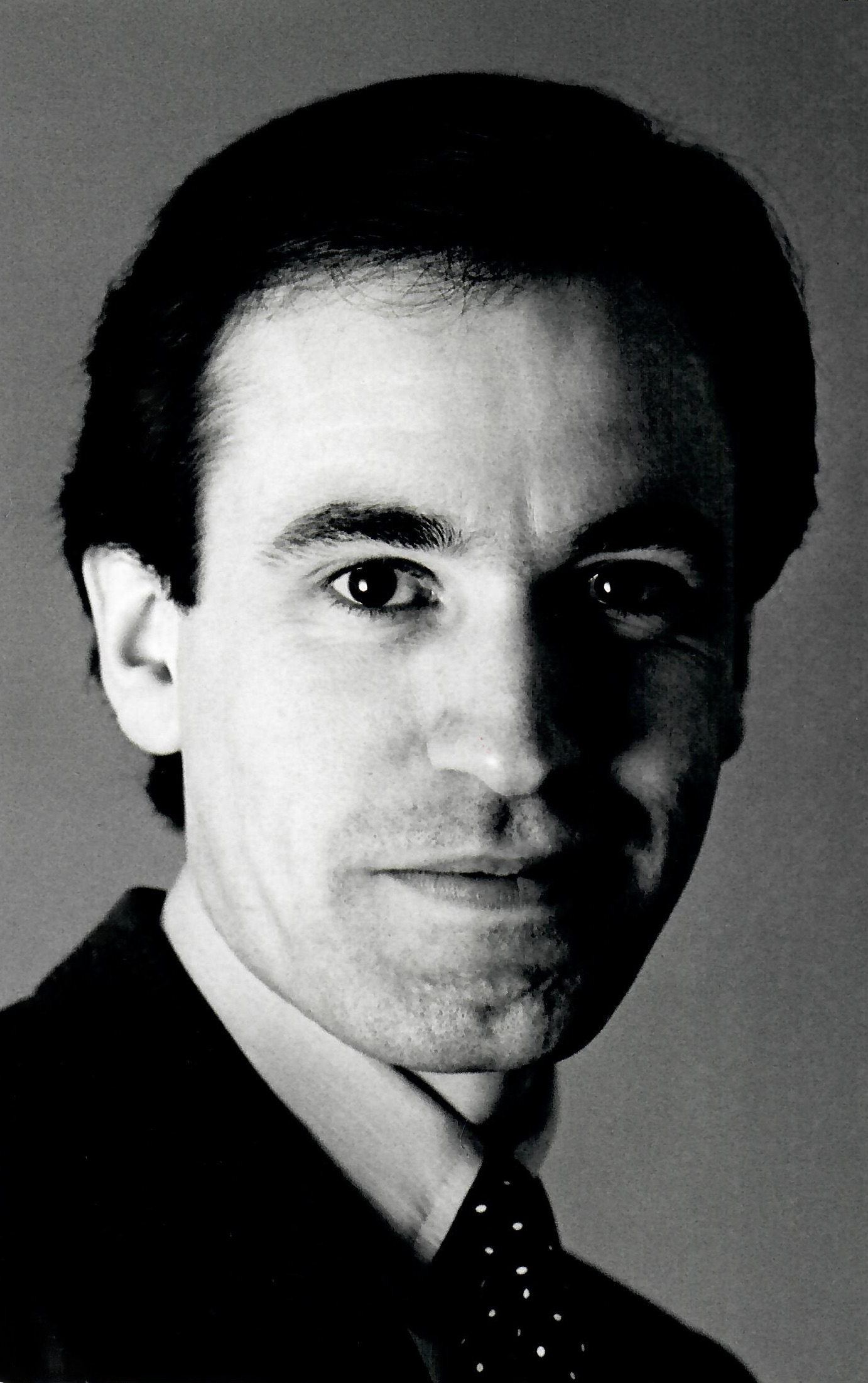
Robin Houston

Robin Houston (ur. 1947 w Londynie) – brytyjski aktor głosowy, były spiker, prezenter wiadomości radiowych i telewizyjnych oraz prowadzący quizów. Po rozpoczęciu kariery jako spiker i kierownik sceny został jednym z pionierów radia komercyjnego w Wielkiej Brytanii. Później czytał wiadomości przez 15 lat i stał się jednym z najbardziej znanych komentatorów w telewizji. Przez wiele lat prowadził teleturnieje z quizami, a obecnie jest weteranem wśród aktorów głosowych z ponad 50-letnim doświadczeniem w tej dziedzinie.

## Wczesna kariera
Będąc nastolatkiem zaczął pracę jako aktor głosowy w słuchowisku, co doprowadziło go do przystąpienia do szkoły teatralnej, gdzie uczył się zarządzania scena i produkcji audio. Po ukończeniu szkoły został zachęcony do zostania niezależnym artystą głosowym. Dołączył wówczas do producentów teatralnych Johna Hewera, Mike’a Halla oraz Gervase’a Farjeona w West End teatrze w Londynie pracując przez 5 lat jako spiker, kierownik produkcji, kierownik sceny i audiowizualny reżyser. Brał udział w kabaretach, filmach, programach rozrywkowych oraz konferencjach międzynarodowych oraz pomagał przy wprowadzaniu różnych produktów w Londynie, reszcie Wielkiej Brytanii oraz zachodniej Europy. W tym czasie pracował jako również na pół etatu jako osobisty asystent brytyjskiego lidera zespołu Henry’ego Halla.

## Radio
W październiku 1973 r. został prezenterem założycielskim i producentem w Capital Radio w Londynie, jednej z dwóch pierwszych komercyjnych stacji radiowych w Wielkiej Brytanii, nadających z ich studiów w Euston Tower. Tam czytał weekendowe biuletyny informacyjne i był jednym z producentów programu dziennego magazynu informacyjnego London’s Day. Na początku 1974 r. Capital odnowił swoje programy i został starszym czytnikiem wiadomości, prezentując poranne biuletyny w nowym programie Kenny Everett Breakfast Show oraz w programach Tommy Vance i Michael Aspel. W październiku 1974 roku, wraz z innymi czołowymi prezenterami Capital, przyłączył się do nagrywania singla z okazji 1. rocznicy, który został bezpłatnie rozdany słuchaczom. W tym samym miesiącu objął stanowisko redaktora wiadomości, oprócz obowiązków związanych z czytaniem wiadomości. W listopadzie 1974 r. Capital Radio zamknęło swój newsroom z powodów finansowych (co spowodowało zwolnienie 12 dziennikarzy) i przeniósł się do LBC, pierwszej komercyjnej stacji radiowej w Wielkiej Brytanii, nadającej ze studiów na Gough Square, niedaleko Fleet Street w mieście Londyn.
Tam stał się czytnikiem wiadomości dla Independent Radio News i prezenterem dziennych programów informacyjnych dla LBC, działając jako prezenter pomocy w programie śniadaniowym LBC, AM. Późnym latem 1975 r. przejął wieczorny program z muzyką klasyczną w stacji oraz wieczorne rozmowy telefoniczne i wywiady artystyczne, prezentując Robin Houston Nightline. Na początku 1976 roku stał się codziennym prezenterem czasu jazdy LBC w Newsbreak, połączeniu wiadomości, reportaży i wywiadów artystycznych. Wyrażając chęć przejścia do telewizji, pod koniec 1976 roku przestał pracować na pełny etat w LBC.
Wciąż występując okazjonalnie dla LBC i wczesnym występem w telewizji, od 1977 do 1979 był stałym prezenterem muzycznym w kanale radiowym BBC World Service, nadawanym z Bush House w Londynie, w The Robin Houston Request Show, Sounds International i Anything Goes.

## Wiadomości telewizyjne
Przez ponad 14 lat, od września 1978 roku, prezentował w porze obiadowej biuletyny Thames News w telewizji Thames, obejmującą region ITV w Londynie i hrabstwa macierzyste. Od kwietnia 1980 r.prezentował także nocne biuletyny Thames News, nadawane bezpośrednio po News at Ten. Nadal był widywany dwa razy dziennie w Thames News do końca kontraktu Thames Television w grudniu 1992 roku. W tym czasie przeczytał ponad 5500 biuletynów informacyjnych.

## Rozrywka telewizyjna
Był jednym z nielicznych nadawców, którzy pracowali jednocześnie dla Thames Television i London Weekend Television. Prezentując Thames News w dni powszednie, był także lektorem ciągłym w wizji i lektorem promocji dla London Weekend Television od 1977 do 1979 i przez 15 lat był lektorem większości programów rozrywkowych i nagród wyprodukowanych przez LWT między 1977 a 1992. W związku z tym ustanowił styl i wiedzę odpowiednią dla tamtych czasów, które od tamtej pory były często kopiowane, ale rzadko dopasowywane. W tym samym okresie, do 1997 r., ogłosił także programy rozrywkowe i nagradzane dla telewizji Thames i dla wielu innych firm, ITV oraz dla telewizji BBC. Jako spiker zapewnił lektora ponad 850 programów telewizyjnych ITV:
- All Star Secrets
- An Audience With...
- Aspel & Company
- Bruce Forsyth’s Big Night
- BAFTA Awards
- The Cannon and Ball Show
- The Children’s Royal Variety Performance
- Child’s Play
- The Dame Edna Experience
- Dame Edna Kisses It Better
- Des O’Connor Tonight
- Evening Standard British Film Awards
- Evening Standard Theatre Awards
- The Faith Brown Awards
- The Faith Brown Chat Show
- A Gala Evening With Victor Borge
- Game for a Laugh
- The Goodies
- The Ken Goodwin Show
- The Krankies Klub
- Lena & Bonnie
- The National Television Awards
- Newlyweds
- A Night of 100 Stars
- A Night on Mount Edna
- Play Your Cards Right
- Pot of Gold
- The Prince’s Trust Galas
- Punchlines
- The Pyramid Game
- Royal Film Performance
- Royal Variety Performance
- The Russ Abbot Show
- Sale of the Century
- Search For A Star
- The Stanley Baxter Series
- Strike It Lucky
- Surprise Surprise
- Tarby & Friends
- Tell the Truth
- The Unrecorded Jasper Carrot
- We Love TV[14]

Dla telewizji BBC zapowiedział także noworoczne promocje Clive’a Jamesa i Dame Edna Live at the Palace. Od marca 1997 r. jako prezenter głosowy prezentował półgodzinny quiz „100%” przez pięć dni w tygodniu dla nowej stacji telewizyjnej Channel 5. Zrobił 1100 programów w kilku ciągłych serialach przez okres prawie 5 lat, uzyskując dobre oceny dla kanału, ale program został ostatecznie wycofany pod koniec 2001 roku w ramach modernizacji stacji. Ze względów finansowych nie było czasu na montaż, więc programy musiały być gotowe do transmisji po zakończeniu każdego nagrania. W normalnym dniu nagrań odbywało się 10 programów, ale jednego dnia zarejestrowano rekordową liczbę 12 pokazów. Nagrał także 35 programów specjalnych „100%” i 38 późnych wersji programu. W trakcie trwania programu zadał ponad 117 000 pytań. Od maja 2000 r. objął również funkcję gospodarza dodatkowego codziennego, półgodzinnego quizu Channel 5 One to Win. To również miało dobre oceny i doprowadziło do 208 pokazów w dwóch seriach.

## Aktorstwo
Jako aktor zagrał z Sir Johnem Millsem i Damą Peggy Ashcroft w filmie animowanym z 1986 roku When the Wind Blows, w którym zagrał spikera radiowego ostrzegającego przed atakiem nuklearnym. Był prezenterem wiadomości w londyńskim debiucie Angels in America w National Theatre na początku lat 90. Grał również prezentera wiadomości w radiowym i telewizyjnym serialu science fiction Kenny’ego Everetta „Captain Kremmen” i występował w wielu filmach i serialach telewizyjnych, w tym Something Wicked This Way Comes, The Custard Boys, Kavanagh QC, czwartek 12, Holby City, Dempsey i Makepeace i The Gentle Touch. Wystąpił także w kilku telewizyjnych komediach sytuacyjnych, w tym A Fine Romance, Nobody’s Perfect, No Problem! and Two’s Company.

## Inne prace
Oprócz pracy nadawczej od 1967 r. głosił i prezentował reklamy, konferencje i zjazdy, filmy szkoleniowe i komunikacyjne, premiery produktów i ceremonie wręczania nagród. Do głównych klientów należą IBM, magazyn Campaign, BMW, Royal College of Nursing i Volvo Cars. Opowiedział także ponad 100 audiobooków dla usługi Talking Book Królewskiego Narodowego Instytutu Ludzi Niewidomych z inicjatywy edukacyjnej Listening Books 'Sound Learning oraz dla innych wydawców. Przez całe życie pisał zwykłe artykuły i okazjonalnie nekrologi dla szerokiej gamy gazet i magazynów, w tym The Guardian, The Independent i The Oldie, a także pięć swoich słuchowisk – A Bark of the Fox, Essay on Betrayal, The Trumpet in the Hall, Peter in the Sky i adaptacja powieści Godfreya Smitha The Business of Loving – zostały wyprodukowane przez BBC Radio 4. Jest absolwentem Królewskiej Akademii Sztuki Dramatycznej i członkiem długoletniej służby brytyjskiego związku aktorów Equity.